# Américo Lugo

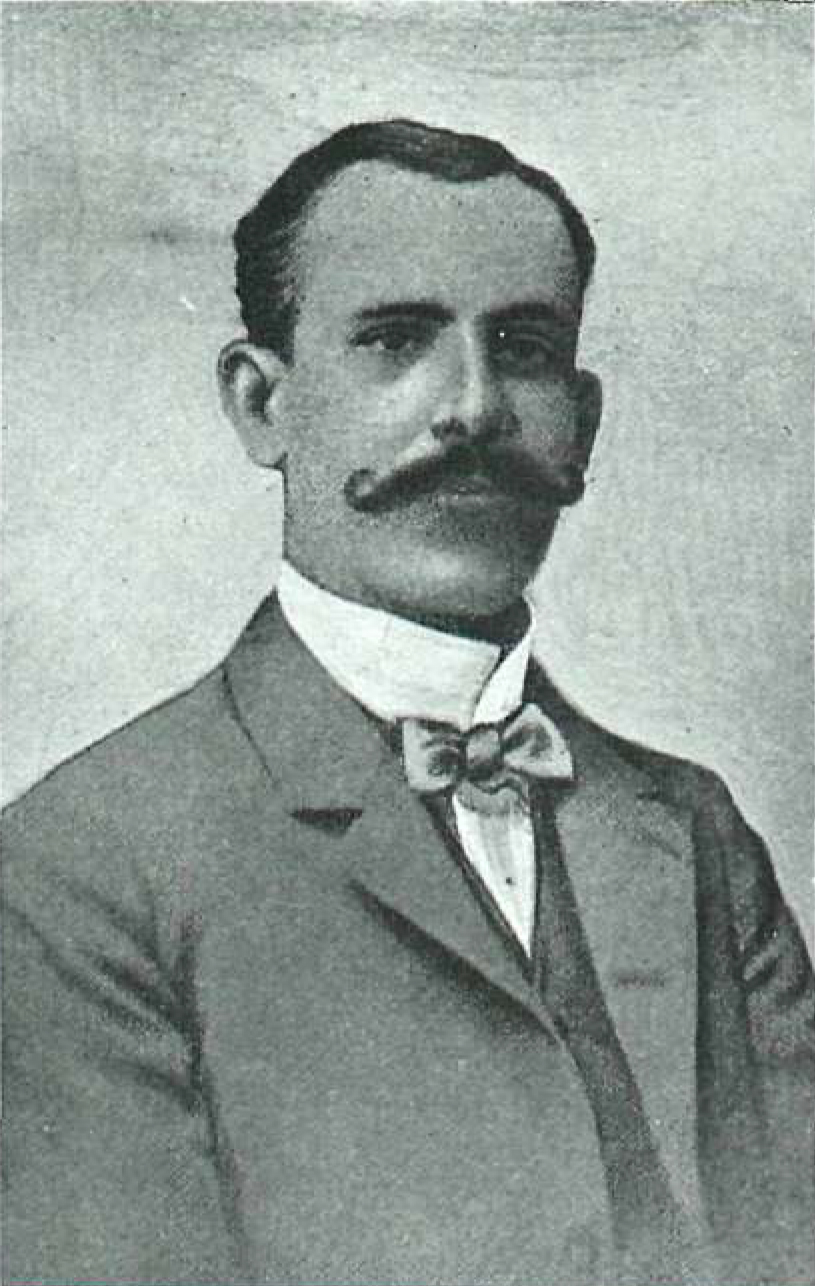
Retrato de Américo Lugo en la revista española La Esfera

Isidro Américo Lugo Herrera (Ciudad Colonial, 4 de abril de 1870-Santo Domingo, 4 de agosto de 1952) fue un ensayista, historiador y jurista dominicano. Fue discípulo de Eugenio María de Hostos. 

## Biografía
Nació en la ciudad de Santo Domingo, sus padres fueron Joaquín Lugo Alfonseca y Cecilia Herrera Veras. Tuvo tres hermanos: Ana Teresa, Félix Santiago y Manuel Joaquín. Realizó sus estudios básicos y secundarios en Santo Domingo, y obtuvo los títulos de bachiller en ciencias y letras en 1886, licenciado en Derecho 1890 y doctor en derecho 1916, estos dos últimos en el “Instituto Profesional”.
Lugo representó a República Dominicana, como servidor público en el "Congreso de Delegados de Latinoamericanos", la cual fue celebrada en 1909 en Río de Janeiro; también participó en la Cuarta Conferencia Panamericana de Buenos Aires en 1910. Fue "consejero de las Delegaciones Dominicanas" en Europa y Estados Unidos.
Fundó el "Periódico Patria" en 1922. Además, colaboró con el Listín Diario, "El Tiempo", "Nuevo Régimen" y "El Progreso", así como varias revistas, tanto nacionales como internacionales, especializadas en historia y literatura.
A la llegada de Rafael Leónidas Trujillo, Lugo rechazó al gobierno de dictadura, lo cual lo llevó a rechazar una propuesta económica de Trujillo, de escribir la historia oficial dominicana del pasado y del presente, lo cual no aceptó, con lo que fue puesto en la lista de los enemigos de Trujillo y de su gobierno.

## Obras publicadas

### Poesía
- Heliótropo, (perro), Santo Domingo.

### Cuento
- Camafeos (1919), La Vega.

### Teatro
- Ensayos dramáticos, (1906), Santo Domingo.

### Ensayos
- A punto largo (1901), Santo Domingo.
- Bibliografía (1906), Santo Domingo.
- La cuarta conferencia internacional americana (1912), Sevilla, España.
- El plan de validación Hughes-Peynado (1922), Santo Domingo.
- El nacionalismo dominicano (1923), Santo Domingo.
- Declaración de principios (1925), Santo Domingo.
- Baltazar López de Castro y la despoblación del norte de la isla La Española (1947), Distrito Federal, México.
- Antología (1949), Ciudad Trujillo.
- Los restos de Colón (1950), Ciudad Trujillo.
- Edad Media de la isla La Española. Historia de Santo Domingo después de 1556 y 1608 (1952), Ciudad Trujillo.
- La Española en tiempos de Fuenmayor. Minas de La Española (1970), Santo Domingo.
- Antología de Santo Domingo (tomo I 1976), (tomo II 1977), (tomo III 1978).

En La Romana, en el sector denominado San Carlos, una calle lleva su nombre, la misma fue promovida el concejal Wanchy Medina por medio de la Ordenanza 23-2014.